# Xylopia flexuosa
Xylopia flexuosa este o specie de plante angiosperme din genul Xylopia, familia Annonaceae, descrisă de Friedrich Ludwig Diels. Conține o singură subspecie: X. f. .X. f. latifolia.